# Sévérine Lawson
Pour les articles homonymes, voir Lawson.
Sévérine Lawson est une magistrate, agent judiciaire du Trésor et femme politique béninoise. Elle est particulièrement connue en tant que présidente du comité de suivi chargé du remboursement des spoliés dans l'affaire ICC services.

## Biographie
Sévérine Lawson, magistrate de profession, est nommée agent judiciaire du Trésor le 22 juillet 2007 par le gouvernement du président Boni Yayi.
En 2008, elle est nommée membre de la commission chargée du recouvrement des créances de l'État béninois sur Amadou Cissé. Celui-ci avait été reconnu coupable en 1992 dans un scandale financier lié à la faillite de la banque centrale du Bénin, lors du régime du PRPB dirigé par le président Mathieu Kérékou.
Lorsqu'éclate, dans les années 2010, l'affaire du placement illégal d'argent dite « affaire ICC services », elle est nommée présidente du Comité de suivi chargé du remboursement des spoliés. Lors du procès en décembre 2018, devant les juges de  la Cour de répression des infractions économiques et du terrorisme à Porto-Novo, Sévérine Lawson déclare:

« J’avoue que j’ai mis du temps à cerner le problème, mais après quelques explications fournies par certains participants, j’ai manifesté mon étonnement quant à l’implication de l’État dans une affaire qui oppose des particuliers. »

Elle déclare avoir subi des pressions au cours de cette affaire, qui ont été difficiles à vivre.